# Deutsche Fußballmeisterschaft der A-Junioren 1971/72
Die deutsche Fußballmeisterschaft der A-Junioren 1972 war die 4. Auflage dieses Wettbewerbes. Meister wurde der MSV Duisburg, der im Finale Gastgeber VfB Stuttgart mit 2:0 besiegte.

## Teilnehmende Mannschaften
An der A-Jugendmeisterschaft nahmen die 16 Landesverbandsmeister teil.
| Regionalverband Nord                                                                                                  | Regionalverband West                                                                | Regionalverband Südwest                                                                    | Regionalverband Süd | Berlin                        |
| --- | ----------------------------------------------------------------------------------- | ------------------------------------------------------------------------------------------ | --- | ----------------------------- |
| - Schleswig-Holstein: FC Dornbreite - Hamburg: Hamburger SV - Bremen: TuS Bremerhaven 93 - Niedersachsen: Hannover 96 | - Westfalen: Borussia Dortmund - Mittelrhein: Bonner SC - Niederrhein: MSV Duisburg | - Rheinland: SV Eintracht Trier - Südwest: 1. FC Kaiserslautern - Saarland: SV Fraulautern | - Hessen: Kickers Offenbach - Baden: Karlsruher SC - Südbaden: FV Lörrach - Württemberg: VfB Stuttgart - Bayern: FC Bayern München | - Berlin: Blau-Weiß 90 Berlin |

## Vorrunde

### VorrundengruppeLörrach
|                   | Ergebnis              |                |
| ----------------- | --------------------- | -------------- |
| Halbfinale:       |                       |                |
| FV Lörrach        | 4:2                   | FC Dornbreite  |
| MSV Duisburg      | 2:1                   | SV Fraulautern |
| Spiel um Platz 3: |                       |                |
| FC Dornbreite     | 1:1 n. V. (2:4 i. E.) | SV Fraulautern |
| Finale:           |                       |                |
| FV Lörrach        | 1:3                   | MSV Duisburg   |

### VorrundengruppeBremerhaven
|                    | Ergebnis |                    |
| ------------------ | -------- | ------------------ |
| Halbfinale:        |          |                    |
| TuS Bremerhaven 93 | 3:5      | Karlsruher SC      |
| SV Eintracht Trier | 1:4      | FC Bayern München  |
| Spiel um Platz 3:  |          |                    |
| TuS Bremerhaven 93 | 3:4      | SV Eintracht Trier |
| Finale:            |          |                    |
| Karlsruher SC      | 0:5      | FC Bayern München  |

### VorrundengruppeBonn
|                     | Ergebnis |                     |
| ------------------- | -------- | ------------------- |
| Halbfinale:         |          |                     |
| Bonner SC           | 3:2      | Blau-Weiß 90 Berlin |
| Kickers Offenbach   | 3:2      | Hamburger SV        |
| Spiel um Platz 3:   |          |                     |
| Blau-Weiß 90 Berlin | 1:6      | Hamburger SV        |
| Finale:             |          |                     |
| Bonner SC           | 2:3      | Kickers Offenbach   |

### VorrundengruppeKaiserslautern
|                      | Ergebnis |                   |
| -------------------- | -------- | ----------------- |
| Halbfinale:          |          |                   |
| 1. FC Kaiserslautern | 0:1      | VfB Stuttgart     |
| Hannover 96          | 6:2      | Borussia Dortmund |
| Spiel um Platz 3:    |          |                   |
| 1. FC Kaiserslautern | 2:3      | Borussia Dortmund |
| Finale:              |          |                   |
| VfB Stuttgart        | 2:1      | Hannover 96       |

## Endturnier inStuttgart

### Teilnehmer
| Mannschaften | Mannschaften      |
| ------------ | ----------------- |
|              | MSV Duisburg      |
|              | FC Bayern München |
|              | Kickers Offenbach |
|              | VfB Stuttgart     |

### Halbfinale
| Datum     |               | Ergebnis              |                   |
| --------- | ------------- | --------------------- | ----------------- |
| Sa 01.07. | MSV Duisburg  | 0:0 n. V. (5:4 i. E.) | Kickers Offenbach |
| Sa 01.07. | VfB Stuttgart | 3:1                   | FC Bayern München |

### Spiel um Platz 3
| Datum     |                   | Ergebnis |                   |
| --------- | ----------------- | -------- | ----------------- |
| So 02.07. | Kickers Offenbach | 5:0      | FC Bayern München |

### Finale
| MSV Duisburg                                       | MSV Duisburg | VfB Stuttgart | VfB Stuttgart |
| -------------------------------------------------- | --- | --- | ------------- |
| MSV Duisburg                                       | \| Sonntag, 2. Juli 1972 in Stuttgart (Neckarstadion) \| \| Ergebnis: 2:0 (0:0) \| \| Zuschauer: 5.000 \| \| Schiedsrichter: Günter Linn (Altendiez) \|                                        | \| Sonntag, 2. Juli 1972 in Stuttgart (Neckarstadion) \| \| Ergebnis: 2:0 (0:0) \| \| Zuschauer: 5.000 \| \| Schiedsrichter: Günter Linn (Altendiez) \|                                                                                 | VfB Stuttgart |
| MSV Duisburg                                       | Edelhoff – Klaus Bruckmann – Erwin Häming, Taubach, Schwope – Ernst Savkovic, Hans-Jürgen Baake, Lothar Schneider – Werner Schneider, Ronald Worm, Norbert Sobbe Cheftrainer: Willibert Kremer | Helmut Roleder – Norbert Weigert – Arno Schäfer, Wolfgang Rothe, Herbert Dragunski – Rainer Adrion, Michael Hütt (65. Georg Müllner), Dieter Haug – Jürgen Peters, Richartson (41. Werner Günther), Wolfgang Krämer Cheftrainer: Becker | VfB Stuttgart |
| MSV Duisburg                                       | 1:0 Hans-Jürgen Baake (53., Foulelfmeter) 2:0 Werner Schneider (69.) | | VfB Stuttgart |
| Sonntag, 2. Juli 1972 in Stuttgart (Neckarstadion) | | |               |
| Ergebnis: 2:0 (0:0)                                | | |               |
| Zuschauer: 5.000                                   | | |               |
| Schiedsrichter: Günter Linn (Altendiez)            | | |               |